# Turzyca siwa
Turzyca siwa (Carex canescens) – gatunek byliny z rodziny ciborowatych. Jest szeroko rozprzestrzeniony w strefie umiarkowanej na półkuli północnej, poza tym rośnie na Nowej Gwinei i w południowej części Ameryki Północnej. W Polsce jest pospolity, lokalnie bywa rzadszy np. w środkowej Wielkopolsce i na północnym Mazowszu.

## Morfologia

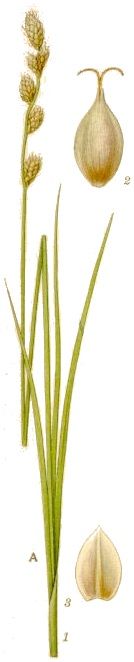

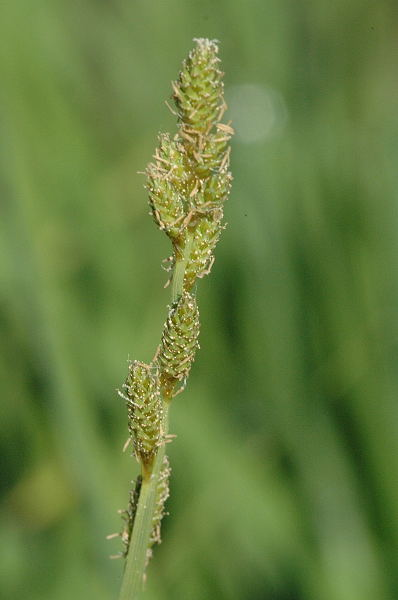
Kwiatostan

PokrójBylina kępkowa, zazwyczaj z kłączem, niekiedy wytwarzająca rozłogi, wysokości (10)20–50(70) cm.
ŁodygaTrójkanciasta, sztywna, górą szorstka, u dołu okryta ciemnobrunatnymi pochwami liściowymi.
LiścieSzarozielone do żywozielonych, na szczycie płaskie, brzegiem ostre, szerokości 1,5-3(4) mm, krótsze od łodygi.
KwiatyRoślina jednopienna, kwiaty rozdzielnopłciowe, zebrane 4-6 obupłciowych, wielokwiatowych, kłosów, tworzących kwiatostan złożony. Kłosy podłużne do eliptycznych, długości 5-8(10) mm, ku górze rozszerzające się, tępe. Dolna podsadka niekiedy liściowata. W każdym kłosie kwiaty szczytowe męskie, dolne żeńskie, przysadki białawe, z zielonym grzbietem, krótsze od pęcherzyków, długości do 2 mm. Kwiaty męskie z trzema pręcikami, żeńskie z jednym słupkiem o dwóch znamionach wychylających się z pęcherzyka.
OwoceOrzeszek otoczony pęcherzykiem. Pęcherzyki zebrane w kłoski, zielone, z czasem jasnożółte, jajowate, płasko-wypukłe, długości 2-2,5(3) mm, z ciemnymi, cienkimi nerwami, z wolna zwężające się w stożkowaty, nieco wycięty na szczycie, ząbkowany dzióbek.

## Biologia i ekologia
RozwójBylina, hemikryptofit. W Polsce kwitnie od maja do lipca.
SiedliskoWystępuje głównie na wilgotnych łąkach, torfowiskach niskich i przejściowych, brzegach rzek.
FitocenozyW klasyfikacji zbiorowisk roślinnych gatunek charakterystyczny dla zespołu (Ass.) Carici-Agrostietum oraz regionalnie zespołu Caricetum nigrae.
GenetykaSomatyczna liczba chromosomów 2n = 56.